# رئوس مطالب چین
نمای کلی زیر به عنوان یک نمای کلی و راهنمای موضوعی برای چین ارائه شده‌است:
جمهوری خلق چین گسترده‌ترین کشور در شرق آسیا و سومین کشور گسترده در جهان است.  با بیش از ۱٫۴۰۰٫۰۰۰٫۰۰۰ نفر جمعیت، پرجمعیت‌ترین کشور در جهان است.
حزب کمونیست چین (CPC) از زمان تأسیس این کشور در سال ۱۹۴۹، چین را تحت یک نظام تک‌حزبی رهبری می‌کند. چین درگیر اختلاف در مورد وضعیت سیاسی تایوان است.

## مرجع عمومی
- تلفظ: ‎/ˈtʃaɪ.nə/‎</img> ‎/ˈtʃaɪ.nə/‎
  - Mandarin:&nbsp;[tʂʊŋ˥ kuɔ˧˥]
- نام کشور: چین
- نام رسمی کشور: جمهوری خلق چین

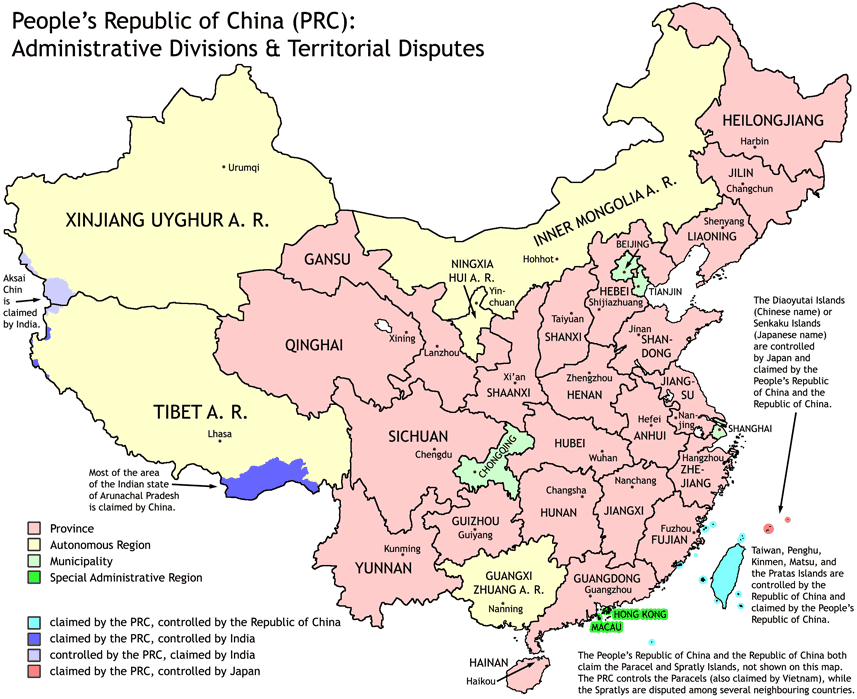
نقشه قابل تقسیم از بخشهای اداری جمهوری خلق چین

- نام خارجی و داخلی متداول:中国(Zhōngguó) (پادشاهی میانه یا قلمرو مرکزی)
- نام مستعار رسمی:中华人民共和国(Zhōnghuá Rénmín Gònghéguó)
- الحاقی‌ها: چین، چینی
- دمونیم: چینی
- ریشه‌شناسی: نام چین
- رتبه‌بندی بین‌المللی جمهوری خلق چین
- کدهای ISO کشور: CN , CHN، ۱۵۶
- کد منطقه ایزو: به ISO 3166-2:CN
- دامنه سطح‌بالای کد کشوری: .cn

## جغرافیای چین
- چین یک کشور مگادیفرم است.
- محل:
  - نیمکره شمالی و نیمکره شرقی
  - اوراسیا
    - آسیا
      - آسیای شرقی

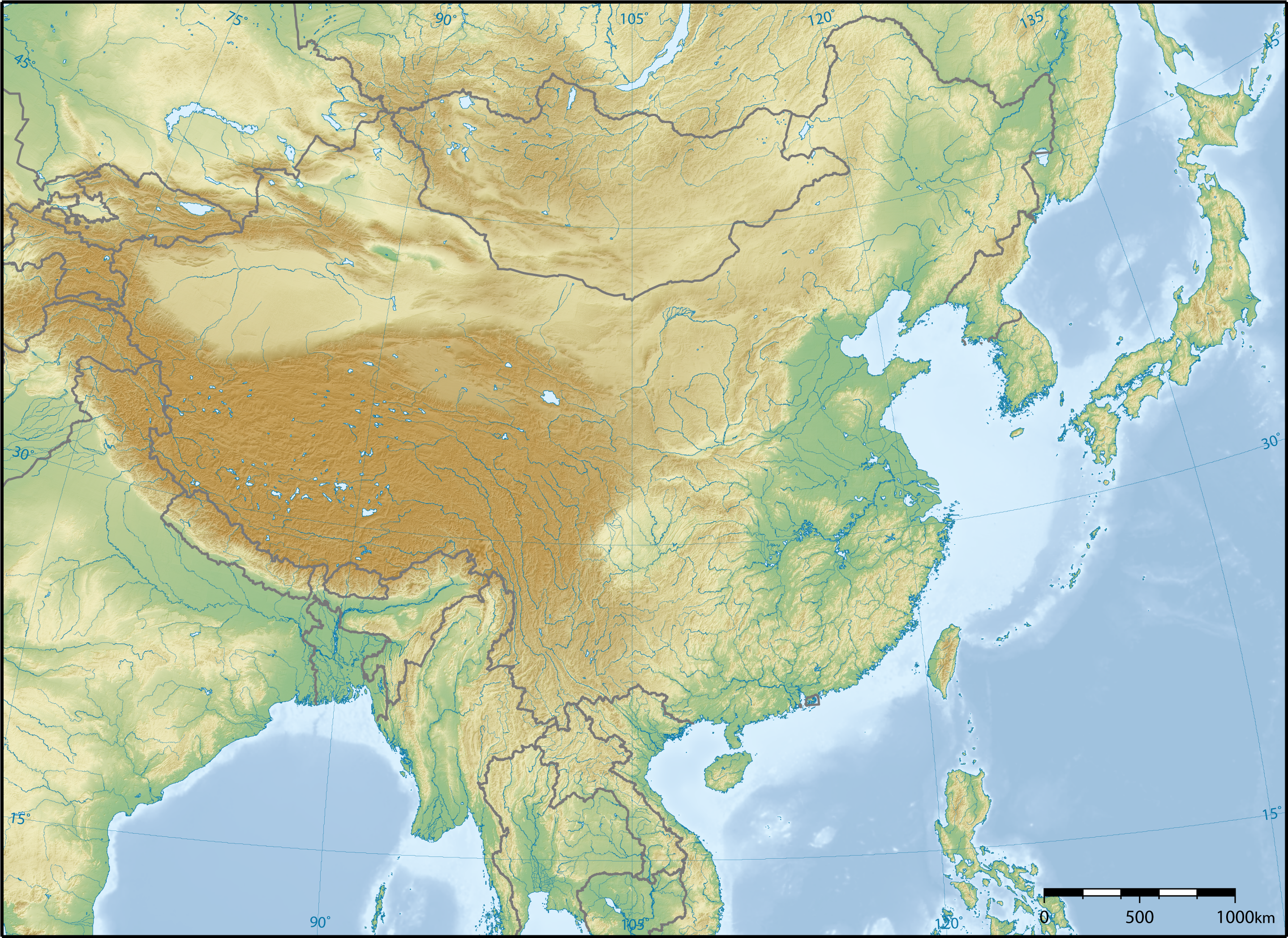
نقشه توپوگرافی قابل گسترش از جمهوری خلق چین

  - منطقه زمانی: زمان استاندارد چین (UTC + 08)
  - نقاط شدید چین
    - ۸٬۸۴۸ متر (۲۹٬۰۲۹ فوت): کوه اورست ۸٬۸۴۸ - بالاترین نقطه روی زمین
    - کم: چاله تورفان −۱۵۴ متر (−۵۰۵ فوت)

  - مرزهای زمینی: ۲۲٬۱۱۷ کیلومتر [نکته ۲] [نکته ۳]

 مغولستان ۴٬۶۷۷ کیلومتر
 روسیه ۳٬۶۴۵ کیلومتر
 هند (به استثنای اختلافات مرزی سرزمینی؛ McMahon Line) ۳٬۳۸۰ کیلومتر
 میانمار ۲٬۱۸۵ کیلومتر
 قزاقستان ۱٬۵۳۳ کیلومتر
 کره شمالی ۱٬۴۱۶ کیلومتر
 ویتنام ۱٬۲۸۱ کیلومتر
   نپال ۱٬۲۳۶ کیلومتر
 قرقیزستان ۸۵۸ کیلومتر
 پاکستان ۵۲۳ کیلومتر
 بوتان (کشور) ۴۷۰ کیلومتر
 لائوس ۴۲۳ کیلومتر
 تاجیکستان ۴۱۴ کیلومتر
 افغانستان ۷۶ کیلومتر
- Coastline: 14,500 کیلومتر

- جمعیت چین: ۱٬۳۲۱٬۸۵۱٬۸۸8 (2007) - اولین کشور پرجمعیت
  - مساحت چین: ۹٬۶۴۰٬۸۲۱ کیلومتر مربع (۳٬۷۲۲٬۳۴۲ مایل مربع) - سومین کشور بزرگ
- اطلس چین

رده:فهرست‌های مربوط به چین
رده:نمای کلی کشورها

## دولت و سیاست

### عضویت در سازمان‌ها
عضو سازمان‌های جهانی:
- آژانس بین‌المللی انرژی اتمی (IAEA)
- آژانس چندجانبه تضمین سرمایه‌گذاری (MIGA)
- آنکتاد (UNCTAD)
- اتاق بازرگانی بین‌المللی (ICC)
- اتحادیه بین‌المجالس (IPU)
- اتحادیه بین‌المللی مخابرات (ITU)
- اتحادیه جهانی پست (UPU)
- اتحادیه همکاری‌های منطقه‌ای جنوب آسیا (SAARC) (observer)
- انجمن ادغام آمریکای لاتین (LAIA) (observer)
- انجمن توسعه بین‌الملل (IDA)
- انجمن ملل آسیای جنوب شرقی (ASEAN) (dialogue partner)
- بانک بین‌المللی بازسازی و توسعه (IBRD)
- بانک تسویه حساب‌های بین‌المللی (BIS)
- بانک توسعه آسیایی (ADB)
- پلیس بین‌الملل (Interpol)
- جنبش عدم تعهد (NAM) (observer)
- دیوان دائمی داوری (PCA)
- سازمان آب‌نگاری بین‌المللی (IHO)
- سازمان بین‌المللی ارتباطات ماهواره‌ای (ITSO)
- سازمان بین‌المللی استانداردسازی (ISO)
- سازمان بین‌المللی دریانوردی (IMO)
- سازمان بین‌المللی کار (ILO)
- سازمان بین‌المللی ماهواره‌های تلفنی (IMSO)
- سازمان بین‌المللی مهاجرت (IOM)
- سازمان بین‌المللی هوانوردی غیرنظامی (ICAO)
- سازمان تجارت جهانی (WTO)
- سازمان توسعه صنعتی ملل متحد (UNIDO)
- سازمان جهانی بهداشت (WHO)
- سازمان جهانی گردشگری (UNWTO)
- سازمان جهانی گمرک (WCO)
- سازمان جهانی مالکیت فکری (WIPO)
- سازمان جهانی هواشناسی (WMO)
- سازمان کشورهای آمریکایی (OAS) (observer)
- سازمان ملل متحد (UN)
- سازمان منع سلاح‌های شیمیایی (OPCW)
- سازمان همکاری شانگهای (SCO)
- سازمان همکاری‌های اقتصادی آسیا–پاسفیک (APEC)
- شورای امنیت سازمان ملل متحد (permanent member, چین و سازمان ملل متحد)
- شورای شمالگان (observer)
- صندوق بین‌المللی پول (IMF)
- صندوق بین‌المللی توسعه کشاورزی (IFAD)
- فائو (FAO)
- فدراسیون بین‌المللی جمعیت‌های هلال احمر و صلیب سرخ (IFRCS)
- کمیته بین‌المللی المپیک (IOC)
- کمیساریای عالی سازمان ملل متحد برای پناهندگان (UNHCR)
- گروه ۲۰ (G20)
- گروه ۲۴ (G24) (observer)
- گروه ۷۷ (G77)
- مؤسسه مالی بین‌المللی (IFC)
- نظام همگرایی آمریکای مرکزی (SICA) (observer)
- نهضت بین‌المللی صلیب سرخ و هلال احمر (ICRM)
- نیروهای حافظ صلح سازمان ملل مستقر در لبنان (UNIFIL)
- یونسکو (UNESCO)

|

## فرهنگ
- معماری چینی
- آشپزی چینی
- اقلیت‌های قومی در چین
- زبان‌های چین
  - نشان ملی جمهوری خلق چین
  - پرچم چین
  - سرود ملی چین
- مردم چینی
- تن‌فروشی در جمهوری خلق چین
- دین در چین
  - اسلام در چین
- فهرست میراث جهانی یونسکو در چین

### هنر
- سینمای چین
- ادبیات چین
- نمایش چینی

### ورزش
- چین در بازی‌های المپیک

## اقتصاد و زیرساخت‌ها
- فهرست کشورها بر پایه تولید ناخالص داخلی
- رنمینبی
  - ایزو ۴۲۱۷: رنمینبی
- گردشگری در چین
- ترابری در چین
  - فهرست فرودگاه‌های چین

## یادداشت
1. ↑  Area rank is disputed with the United States and is either ranked third or fourth. See فهرست کشورها و مناطق بر پایه پهناوری for more information.
2. ↑  China has the longest total land boundaries of any country.
3. ↑  چین and روسیه each border 14 countries, more than any other countries.